# Epieurybrachys eurybrachidis
Epieurybrachys eurybrachidis is een vlinder uit de familie van de Epipyropidae. De wetenschappelijke naam van de soort is voor het eerst geldig gepubliceerd in 1920 door Fletcher.